# امیر طهمورثی
امیر طهمورثی (زاده ۸ آوریل ۱۹۹۱) یک بازیکن فوتبال اهل بوشهر.گناوه است.